# Antonio Bello
 (février 2018).
Si vous disposez d'ouvrages ou d'articles de référence ou si vous connaissez des sites web de qualité traitant du thème abordé ici, merci de compléter l'article en donnant les références utiles à sa vérifiabilité et en les liant à la section « Notes et références ».
Pour les articles homonymes, voir Bello (homonymie).
Antonio Bello, surnommé don Tonino, né le 18 mars 1935 et mort le 20 avril 1993, est un prélat catholique italien, évêque de Ruvo di Puglia de 1982 à 1986, puis évêque de Molfetta de 1986 à sa mort. Acteur social, proche des milieux pauvres et défenseur de la paix, il fut une personnalité religieuse médiatique et populaire en Italie. La cause pour sa béatification a été engagé par l'Église catholique. Il a été déclaré vénérable le 25 novembre 2021.

## Biographie
Ordonné prêtre le 8 décembre 1957, Tonino Bello est aussi membre du Tiers-Ordre franciscain. En plus de sa charge épiscopale d'abord à Ruvo di Puglia puis à Molfetta, il est nommé président national de Caritas Internationalis, qui s'engage notamment à obtenir la paix à travers le monde. Tonino Bello développera l'organisme dans tout son diocèse et appellera publiquement à la fin des conflits notamment pendant la Guerre du Golfe. En plus de ses responsabilités, il fut très proche des pauvres, des miséreux et des immigrés, qu'il visita de nombreuses fois et pour qui il créa de nombreuses œuvres concrètes. Il était connu bien au-delà de sa région par ses publications littéraires et spirituelles, ses homélies relayées un peu partout et sa présence sur les plateaux de télévision, où il appelait les catholiques à plus de charité et de fraternité. Il meurt d'un cancer de l'estomac le 20 avril 1993.

## Béatification

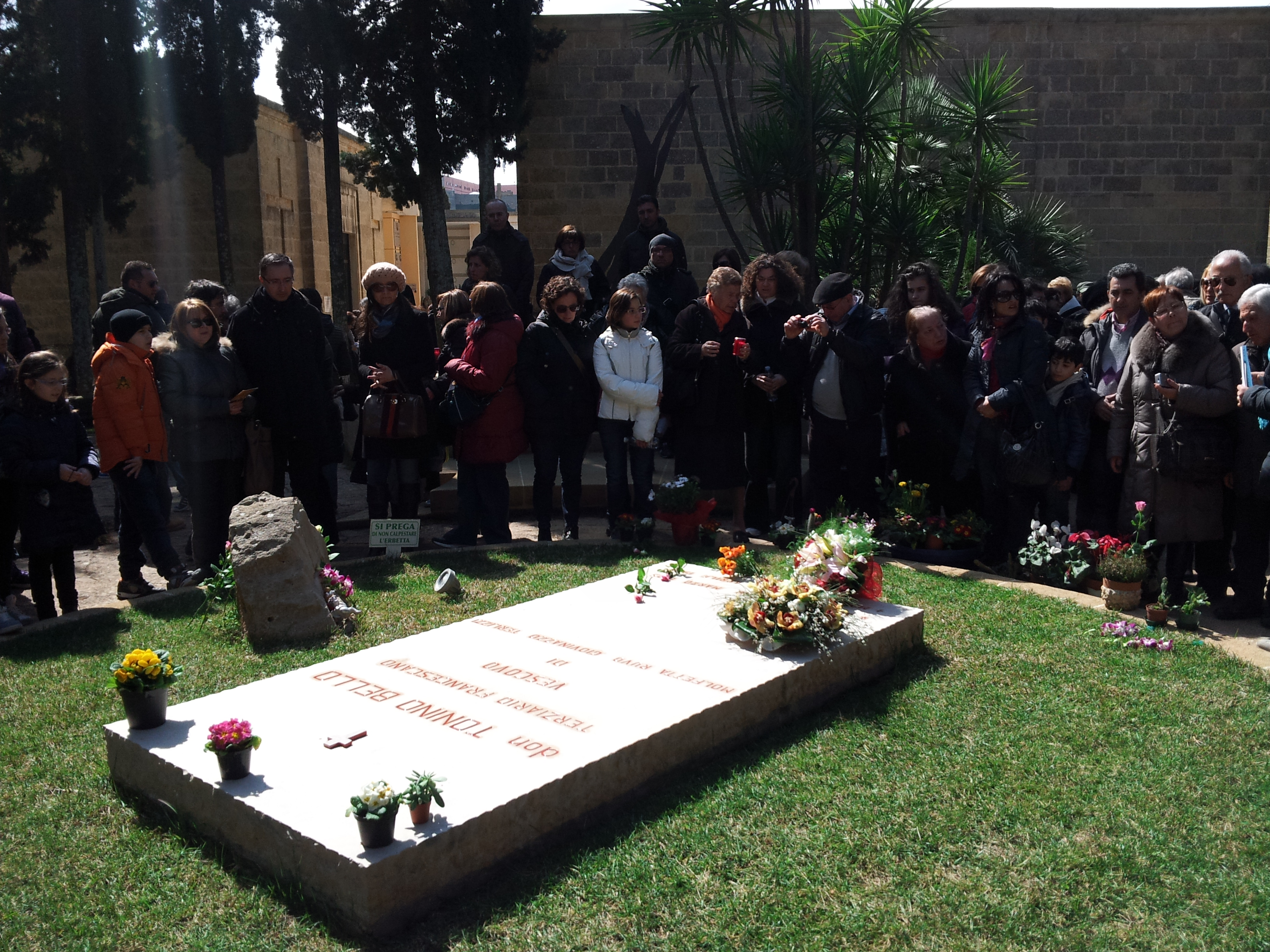
Tombe de Tonino Bello à Alessano.

Le 20 avril 2008, la cause pour la béatification et canonisation de Tonino Bello débute à Molfetta. En novembre 2013 l'enquête diocésaine se clôture et est envoyée à Rome pour y être étudiée par la Congrégation pour les causes des saints, qui rend un rapport positif en avril 2015. La prochaine étape est la reconnaissance des vertus héroïques de Tonino Bello par le pape François, puis la reconnaissance d'un premier miracle qui lui permettrait d'être béatifié.
Le 20 avril 2018, le pape François se rend à Molfetta pour rendre hommage à Tonino Bello.
Le 25 novembre 2021, le pape François reconnaît les vertus héroïques d'Antonio Bello, et lui attribue ainsi le titre de vénérable. Si un miracle attribué à son intercession est reconnu comme authentique, il sera déclaré bienheureux.

## Hommages
En 1994, Tonino Bello reçoit le prix national Culture de la paix par l'État italien.
Le 25 avril 2014, le cardinal Angelo Bagnasco inaugure à Alessano la « Casa della Convivialità », qui lui est dédiée.
Le 18 mars 2015, les Frères mineurs capucins inaugurent, en présence des autorités civiles et religieuses, une statue à l'effigie de Tonino Bello.